# Михайлов, Сергей Константинович
Сергей Константинович Михайлов — советский военно-морской деятель, начальник инженерного отдела Северного флота ВМФ СССР, бригадный инженер (1940).

## Биография
Русский, из семьи служащих, в РККА с 10 декабря 1918, член ВКП(б) с декабря 1931. Участник Гражданской войны на Северном и Западном фронтах с декабря 1918 по июль 1920. Участвовал в походах на Латвию и Польшу. Стал командиром сапёрной роты. В 1939 начальник инженерного отдела Северного флота ВМФ СССР. С начала Великой Отечественной войны, с 25 июня по 5 октября 1941, и являясь начальником Высшего военно-морского инженерного строительного училища в Ленинграде, участвовал в обороне Ленинграда, руководя оборонительными инженерными работами как передовых так и тыловых рубежей на северном и северо-западных направлениях подступов к городу. В дальнейшем являлся заместителем начальника инженерного отдела Тихоокеанского флота ВМФ СССР по инженерным войскам. Участвовал в проведении учений по десантным операциям, минированию и разминированию, заграждению и разграждению, а также инженерной подготовке частей. Проявил большую энергию и настойчивость при проведении десантных операций в корейских портах при взаимодействии с морскими частями, что способствовало успешному выполнению заданий командования.
Из аттестации: Энергичный и требовательный офицер. Дисциплинирован. Умело руководит инженерными частями. Решителен и инициативен. Смело решает и проводит в жизнь принятые решения.

### Звания
- Инженер-флагман 3-го ранга (22 июля 1939);[2][3]
- Бригадный инженер (30 ноября 1940).

### Награды
- Орден Ленина (1944);
- Орден Красного Знамени (1944);
- Орден Трудового Красного Знамени (1936)[4];
- Юбилейная медаль «XX лет Рабоче-Крестьянской Красной Армии» (1938);
- Медаль «За оборону Ленинграда» (1943);
- Медаль «За победу над Германией в Великой Отечественной войне 1941—1945 гг.» (1945);
- Орден Отечественной войны I степени (1946)[5];
- Медаль «За победу над Японией» (1946).